# Thánh Stêphanô, tử đạo
Thánh Stêphanô (Tiếng Hy Lạp: Στέφανος, Stephanos, tiếng Việt đôi khi còn phiên âm là Têphanô), được biết đến như là người tử đạo đầu tiên của Kitô giáo, được xem như là thánh trong Giáo hội Công giáo Rôma, Anh giáo, Giáo hội Luther và Chính Thống giáo Đông phương. Stêphanô nghĩa là "vòng hoa" hoặc "ngôi vua" trong Tiếng Hy Lạp.

## Tử đạo
Dựa vào Sách Công vụ Tông đồ Stephen bị xử tại Sanhedrin (tòa án tối cao) vì tội phỉ báng Moses và Chúa (Acts 6:11) và lên tới nói chống lại Đền Herod và luật chúa (Acts 6:13-14) (xem chống chủ nghĩa duy danh). ông bị ném đá tới chết (năm 34–35 SCN) bởi một đám đông dân chúng dẫn đầu là Phao-lô thành Tarsus, sau này là thành thánh: "và sau này Phao-lô đồng ý để mình bị giết" (8:1). . 
lời nói cuối cùng của Stephen đã lên án người do Thái về việc hành hung các nhà tiên tri, những người đã tố cáo tội của họ:
"Nhà tiên tri nào mà các người không hành hạ, và các người giết người nào tiên đoán sự đến của đấng cứu thế, các người đã trở thành kẻ phản bội và sát nhân." (7:52)
Theo truyền thống, Thánh Stephen được phong cho chức vua của thánh tử đạo của tôn giáo; ông thường được miêu tả đến với 3 hòn đá và cây dừa. Trong giáo hội đông phương hình tượng Thánh Stephen là người đàn ông trẻ với đầu nhà sư, mặc lễ phục, và thường cầm theo bức tiểu họa về nhà thờ hoặc bình hương.